# Ninja Hayate
Ninja Hayate (忍者ハヤテ?) è un videogioco arcade su LaserDisc edito nel 1984 da Taito. Esso ebbe nel 1994 una conversione per Sega Mega CD, distribuita per il mercato americano col nome di Revenge of the Ninja, ed è incluso nella raccolta Time Gal & Ninja Hayate (1997) per Sega Saturn che include Time Gal.
Il protagonista è probabilmente il primo ninja giocabile nella storia dei videogiochi.

## Trama
Ninja Hayate racconta la storia di un giovane ninja abile e audace di nome Hayate, che si infiltra in un castello tenebroso nel tentativo di salvare una principessa che ama. Egli deve sopravvivere a una serie di trappole mortali e sconfiggere una varietà di creature mitologiche e altri avversari nella sua missione per salvare la principessa e distruggere il castello.

## Modalità di gioco
Il gioco invita i giocatori a guidare Hayate con un joystick per spostarlo e un pulsante per usare le armi attraverso quindici diverse fasi che si svolgono nelle aree feudali del Giappone. Vi sono tre diverse difficoltà.
Come i precedenti giochi su LaserDisc come Dragon's Lair di Don Bluth, questo titolo contiene trappole e creature che richiedono ai giocatori di schivarle o attaccarle in momenti specifici, facendo attenzione al cicalino di avviso (come in Dragon's Lair) oltre agli oggetti lampeggianti (ad esempio frecce, pulsanti, luce, ecc.). Se un giocatore commette un errore, una vita viene persa e quando esse si esauriscono, la partita finisce.
I disegni anime sono realizzati dalla Toei Animation. Una cosa che differenza Ninja Hayate dai giochi di Bluth, è il lampeggiamento dei pulsanti che devono essere premuti direttamente sullo schermo, indicando diversi percorsi che il giocatore può intraprendere. Un'altra differenza è che alcune trappole vengono generate casualmente, quindi il progresso non è identico ad ogni partita.

## Accoglienza
In Giappone, la rivista Game Machine elencò Ninja Hayate nel numero del 1º febbraio 1985 come l'unità arcade di maggior successo del mese.